# كريستوفر موريس
كريستوفر موريس (بالإنجليزية: Christopher Morris)‏ هو مصور وصحفي أمريكي، ولد في 1958 في كاليفورنيا في الولايات المتحدة.

## وصلات خارجية
- الموقع الرسمي
- كريستوفر موريس على موقع ديسكوغز (الإنجليزية)